# گورستان گوور تپه ۱
قبرستان ۱ گوور تپه مربوط به دوران‌های تاریخی پس از اسلام است و در شهرستان تاکستان، روستای بوزندان واقع شده و این اثر در تاریخ ۲۵ خرداد ۱۳۸۱ با شمارهٔ ثبت ۵۷۰۹ به‌عنوان یکی از آثار ملی ایران به ثبت رسیده است.